# Кедровка (Єльцовський район)
Ке́дровка (рос. Кедровка) — село у складі Єльцовського району Алтайського краю, Росія. Входить до складу Верх-Ненинської сільської ради.

## Населення
Населення — 26 осіб (2010; 34 у 2002).
Національний склад (станом на 2002 рік):
- росіяни — 94 %